# Tadao Yasuda
Tadao Yasuda (安田 忠夫, Yasuda Tadao) est un ancien pratiquant d'arts martiaux mixtes (MMA), un ancien catcheur et ancien sumotori japonais connu pour son parcours au sein de la New Japan Pro Wrestling, où il remporta le championnat poids-lourd IWGP à une reprise. Il pratiqua également le combat sumo sous le nom de Tadao Takanofuji (孝乃富士 忠雄, Takanofuji Tadao) au rang de komusubi entre 1979 et 1992.

## Palmarès
- Hustle
  - 1 fois Hustle Hardcore Hero Championship
  - 1 fois Hustle Super Tag Team Championship - avec Genichiro Tenryu
  - Hustle King Hashimoto Memorial Six-Man Tag Tournament (2006) - avec Masato Tanaka & Shinjiro Otani

- New Japan Pro Wrestling
  - 1 fois IWGP Heavyweight Championship
  - IWGP Heavyweight Title Tournament (2002)

## Récompenses des magazines
- Pro Wrestling Illustrated

| Année | 2002 |
| ----- | ---- |
| Rang  | 150  |